# Dance Again… the Hits
Dance Again… the Hits — первый сборник лучших хитов американской певицы и актрисы Дженнифер Лопес, выпущенный 17 июля 2012 года на лейбле Epic Records.

## История создания

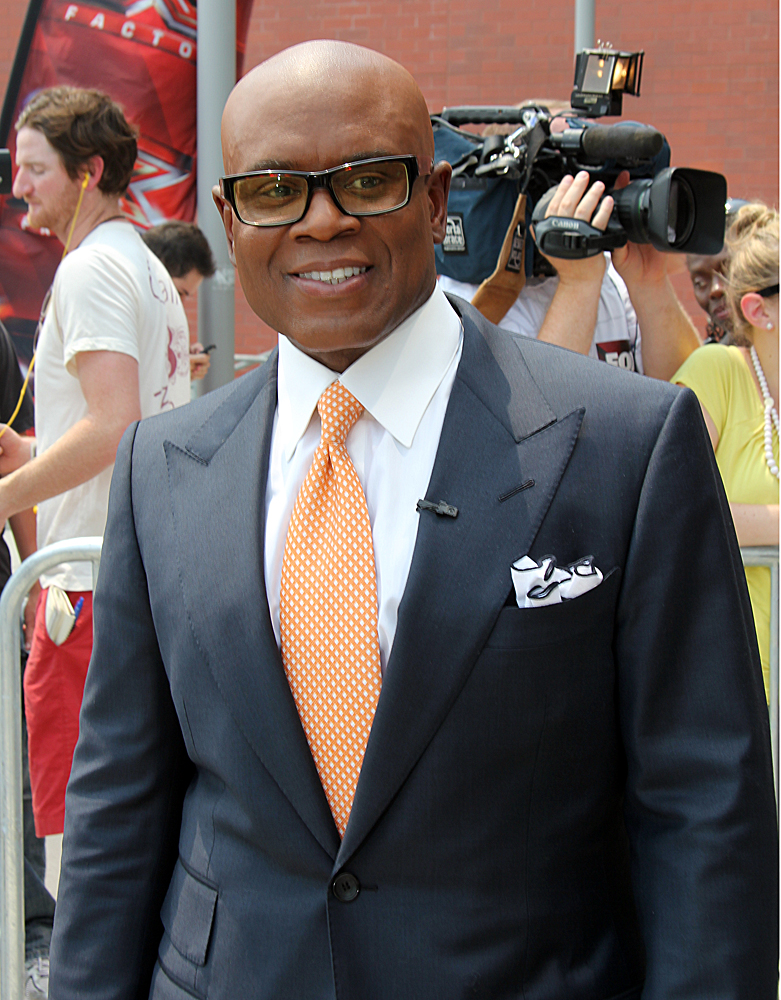
Эл-эй Рид помог Лопес заключить контракт с Island Records, когда она ушла с лейбла Epic Records. Вскоре, он покинул Island и возглавил Epic.

После умеренного успеха шестого альбома Brave (2007), Лопес начала записывать новый материал для будущего альбома в 2008 году. На тот момент она была беременна двойняшками Максом и Эмми. Проект находился в строгой конфиденциальности до февраля 2009 года, когда в Сеть просочилась песня «Hooked On You». Впоследствии, в мае утечки подверглись и песни «One Love» и «(What Is) Love?». Эти композиции, на тот момент, предназначались для сборника лучших песен, который позже был переделан в студийный альбом.
В ноябре 2009 года, в качестве лид-сингла с седьмого студийного альбома Лопес Love?, вышла композиция «Louboutins». Её авторами и продюсерами выступили The-Dream и Трики Стюарт. Однако, несмотря на то, что песня возглавила чарт Billboard Hot Dance Club Songs, в другие хит-парады она не попала. Вскоре, Лопес покинула лейбл Epic Records, заявив что все контрактные обязательства она выполнила, и что хочет выпустить Love? на другом лейбле. Её уход с лейбла временно приостановил работу над альбомом, однако, после того, как Лопес подписала контракт с компанией Island Records, запись альбома возобновилась. Газета New York Daily News сообщила, что Лопес «перенесёт» на Island Records некоторый материал, записанный на Epic Records, который может оказаться на новом альбоме.
В феврале 2011 года вышел сингл «On the Floor», ставший первым синглом Лопес, выпущенным на Island Records. Песня возглавила многие мировые чарты, став одним из самых успешных синглов 2011 года. Помимо «On the Floor», с альбома вышло два других сингла, которые добились умеренного успеха: «I'm Into You» и «Papi». Обе песни достигли вершины чарта Hot Dance Club Songs. Сам альбом Love? достиг умеренного коммерческого успеха и стал рассматриваться как небольшое возвращение Лопес, в то время как многие считали, что её музыкальная карьера завершена. В ноябре было объявлено, что Лопес вновь записывает материал для сборника своих лучших хитов. В следующем месяце, она объявила, что показала несколько записей Эл-эй Риду, который помог ей заключить контракт с Island Records, покинул этот лейбл и стал генеральным директором и представителем компании Epic Records. Это способствовало появлению слухов, которые впервые появились в июле, о том что Лопес вернулась на Epic Records. Позже эти слухи были опровергнуты — Лопес вернулась на Epic Records так как должна выпустить ещё один альбом на этом лейбле чтобы завершить контракт с компанией, хотя ранее она объявляла, что все условия контракта она выполнила.

## Список композиций
| №   | Название                                                                       | Автор(ы) | Продюсер(ы)                                         | Длительность |
| --- | ------------------------------------------------------------------------------ | --- | --------------------------------------------------- | ------------ |
| 1.  | «Dance Again» (featuring Pitbull)                                              | Nadir Khayat, Enrique Iglesias, Bilal "The Chef" Hajji, AJ Junior, Armando Pérez                                                                                          | RedOne, Kuk Harrell                                 | 3:57         |
| 2.  | «Goin' In» (featuring Flo Rida)                                                | Michael Warren, Jamahl Listenbee, Joseph Angel, Coleridge, Tillman, David Quiñones, Tramar Dillard                                                                        | GoonRock, Harrell                                   | 4:09         |
| 3.  | «I'm Into You» (featuring Lil Wayne)                                           | Taio Cruz, Mikkel S. Eriksen, Tor Erik Hermansen, Dwayne Carter | Stargate, Harrell                                   | 3:20         |
| 4.  | «On the Floor» (featuring Pitbull)                                             | Khayat, Kinda Hamid, AJ Junior, Teddy Sky, Hajji, Pérez, Gonzalo Hermosa, Ulises Hermosa                                                                                  | RedOne, Harrell                                     | 4:46         |
| 5.  | «Love Don’t Cost a Thing»                                                      | Damon Sharpe, Greg Lawson, Georgette Franklin, Jeremy Monroe, Amille D. Harris                                                                                            | Ric Wake, Cory Rooney, Richie Jones, Jennifer Lopez | 3:43         |
| 6.  | «If You Had My Love»                                                           | Rodney Jerkins, LaShawn Daniels, Rooney, Fred Jerkins III | Jerkins, Rooney, Lopez                              | 4:25         |
| 7.  | «Waiting for Tonight»                                                          | Maria Christensen, Michael Garvin, Phil Temple | Wake, Jones, Dave Scheuer                           | 4:07         |
| 8.  | «Get Right» (featuring Fabolous)                                               | Rich Harrison, Usher Raymond, John Jackson, James Brown | Harrison, Rooney                                    | 3:52         |
| 9.  | «Jenny from the Block (Track Masters Remix)» (featuring Styles P and Jadakiss) | Lopez, Troy Oliver, Mr. Deyo, Samuel Barnes, Jean Claude Olivier, Jose Fernando Arbex Miro, Lawrence Parker, Scott Sterling, Michael Oliver, David Styles, Jason Phillips | T. Oliver, Rooney, Poke and Tone                    | 3:10         |
| 10. | «I'm Real (Murder Remix)» (featuring Ja Rule)                                  | Lopez, T. Oliver, Rooney, L.E.S., Jeffrey Atkins, Irving Lorenzo, Rick James                                                                                              | Irv Gotti, 7, Rooney, Lopez                         | 4:19         |
| 11. | «Do It Well»                                                                   | Frank Wilson, Leonard Caston, Anita Poree, Ryan Tedder | Rooney, Tedder                                      | 3:08         |
| 12. | «Ain't It Funny (Murder Remix)» (featuring Ja Rule and Caddillac Tah)          | Lopez, Rooney, Lorenzo, Atkins, Caddillac Tah, Ashanti Douglas | Irv Gotti, 7                                        | 3:51         |
| 13. | «Feelin' So Good» (Remix featuring Big Pun and Fat Joe)                        | Sean "Puffy" Combs, Steven Standard, Lopez, Rooney, Christopher Rios, Joseph Cartagena                                                                                    | Combs, Rooney, Lopez                                | 5:28         |

| №   | Название                           | Автор(ы) | Продюсер(ы)                                   | Длительность |
| --- | ---------------------------------- | --- | --------------------------------------------- | ------------ |
| 14. | «All I Have» (featuring LL Cool J) | Lopez, James Todd Smith, Makeba Riddick, Curtis Richardson, Ron G, Dave McPherson, William Peters, Lisa Peters | Rooney, Ron G, McPherson                      | 4:17         |
| 15. | «Qué Hiciste»                      | Marc Anthony, Julio Reyes, Jimena Romero                                                                       | Anthony, Reyes                                | 4:59         |
| 16. | «Let's Get Loud»                   | Gloria Estefan, Kike Santander                                                                                 | Emilio Estefan, Jr., Santander, Rooney, Lopez | 3:58         |

| №   | Название                                                              | Режиссёр         | Длительность |
| --- | --------------------------------------------------------------------- | ---------------- | ------------ |
| 1.  | «Dance Again» (featuring Pitbull)                                     | Paul Hunter      | 4:27         |
| 2.  | «On the Floor» (featuring Pitbull)                                    | TAJ Stansberry   | 4:27         |
| 3.  | «Love Don't Cost a Thing»                                             | Dave Meyers      | 5:08         |
| 4.  | «If You Had My Love»                                                  | Hunter           | 5:30         |
| 5.  | «Waiting for Tonight»                                                 | Francis Lawrence | 4:10         |
| 6.  | «Get Right»                                                           | Lawrence         | 5:05         |
| 7.  | «Jenny from the Block»                                                | Lawrence         | 4:05         |
| 8.  | «I'm Real (Murder Remix)» (featuring Ja Rule)                         | Meyers           | 4:05         |
| 9.  | «Do It Well»                                                          | David LaChapelle | 3:19         |
| 10. | «Ain't It Funny (Murder Remix)» (featuring Ja Rule and Caddillac Tah) | Cris Judd        | 3:52         |
| 11. | «Feelin' So Good» (Remix featuring Big Pun and Fat Joe)               | Hunter           | 5:37         |

## История релиза
| Страна         | Дата         | Издание                       | Лейбл |
| -------------- | ------------ | ----------------------------- | ----- |
| Япония         | 17 июля 2013 | Standard (CD) Deluxe (CD+DVD) | Sony  |
| Германия       | 20 июля 2013 | Standard (CD) Deluxe (CD+DVD) | Sony  |
| Великобритания | 23 июля 2013 | Standard (CD) Deluxe (CD+DVD) | Sony  |
| Канада         | 24 июля 2013 | Standard (CD) Deluxe (CD+DVD) | Sony  |
| США            | 24 июля 2013 | Deluxe (CD+DVD)               | Epic  |